# 杜杰 (医学家)
杜杰，医学家，北京市心肺血管疾病研究所副所长、教授，主要从事心血管方面的研究工作。入选中华人民共和国教育部2007年度"长江学者"特聘教授、“使命”人才计划。